# ورقة 10 جنيه إسترليني بنك أيرلندا
ورقة 10 جنيه إسترليني بنك أيرلندا هي ثاني أصغر فئة من الأوراق النقدية التي يصدرها بنك أيرلندا.

## التاريخ
بدأ بنك أيرلندا بإصدار الأوراق النقدية في عام 1783، وهو نفس العام الذي أسس فيه البنك. كانت الأوراق النقدية الأولى تصدر باسم الجنيه الأيرلندي حتى إلغاء تلك العملة في عام 1826. طبع الأوراق في البداية البنك في دبلن، على وجه الورقة صف من ميركوري، لم يتغير هذا التصميم فعليًا لمدة 120 عامًا. الأوراق النقدية الأيرلندية الشمالية أصلية بالكامل كما التي يصدرها بنك إنجلترا. ورقة 10 جنيه إسترليني حاليًا هي ثاني أصغر فئة الأوراق النقدية التي يصدرها بنك أيرلندا.
أصدرت ورقة 10 جنيه إسترليني من سلسلة جامعة الملكة بلفاست أول مرة في عام 2005. على وجه هذه الورقة تمثيل هيبرنيا وشعارات المقاطعات الست في أيرلندا الشمالية. وعلى الظهر صورة جامعة الملكة (بلفاست). أصدرت سلسلة جديدة في عام 2008 على ظهرها صورة Old Bushmills Distillery. بغض النظر عن هذا التغيير في تصميم الظهر فإن الفرق بين هذه السلسلة والسلسلة السابقة ضئيل للغاية. أصدرت ورقة 20 جنيه إسترليني جديدة جزء من سلسلة بوشميلز في عام 2013 مع تغيير طفيف على تصميم الوجه وصورة معمل تقطير بوشميلز على الظهر.

## التصميم
| الورقة                | تاريخ الإصدار | اللون | الحجم | التصميم                                   |
| --------------------- | ------------- | ----- | ----- | ----------------------------------------- |
| جامعة الملكة (بلفاست) | 2007          | بني   |       | الوجه: هيبرنيا. الظهر: جامعة كوينز بلفاست |
| بوشميلز (2008)        | 2008          | بني   |       | الوجه: هيبرنيا. الظهر: معمل تقطير بوشميلز |
| بوشميلز (2013)        | 2013          | بني   |       | الوجه: هيبرنيا. الظهر: معمل تقطير بوشميلز |

المعلومات مأخوذة من موقع بنك أيرلندا.

## روابط خارجية
- The Committee of Scottish Bankers website